# 觀本法師
觀本法師（1868年—1945年）近代高僧，俗家姓張，名壽波，號玉濤，生於清朝同治七年戊辰，廣東省香山縣南屏鄉人。1914年於上海玉佛寺，皈依於常州天甯寺冶開長老座下，法名觀本。1919年，觀本赴南京寶華山，依浩淨老和尚座下受菩薩戒。 1931年四月初八佛誕日，澳門無量壽功德林的朝林老和尚為之剃度，觀本至此現沙彌相，正式出家為僧。1933年於福州鼓山湧泉寺依止虛雲和尚受具足戒。被授于三壇大戒，虛雲親自為其取法名"明一"，圓戒後即派他為湧泉寺監院。時年六十六歲。
觀本早於出家前，即以家產於澳門建立了佛聲社、無量壽功德林等道場，弘揚佛法。  
於一九四五年十二月六日，菩提精舍示寂，春秋七十八歲，僧臘十八，戒臘十六夏。  荼毗時，骨灰中現舍利子無數。遺有《香光閣隨筆》《五會唸佛譜》著書。 

## 弘法
虛雲和尚為觀本授三壇大戒之際，觀本請益虛雲法師: “弟子己事未明，不能放下，乞開示。”虛雲大和尚説: “我平時教人放下，但是教你不要放下，且要挑起來。你本是寶貴中人，已捨棄了，有一獨子，早令出家，死了。家財盡捨作佛事了。你今日又捨身出家了，已經一切都放下了，還有甚麼放不下的? 你要挑起來，乃能擔荷如來大事啊! ”
1930年中期，觀本應師虛雲之邀，離開澳門北上南華寺，重整六祖寺作出了重大貢獻。
1933年，被禮請於無量壽功德林掛臨濟鐘板的上海靈山寺高僧朝林老和尚圓寂，觀本離開了鼓山湧泉寺，回到澳門三巴仔的無量壽功德林任職住持。 

## 外部連結
- 澳門功德林 - 澳門虛擬圖書館 （页面存档备份，存于）
- 澳門功德林觀本法師(張壽波)史事鉤沉正補 兼正《虛雲和尚年譜》(增訂本) 等文獻的有關錯誤 （页面存档备份，存于）